# 지이지
제럴드 엘 길럼(Gerald Earl Gillum, 1989년 5월 24일 ~ )은 흔히 지 이지 (G-Eazy)로 잘 알려진 미국 캘리포니아주 오클랜드 출신의 래퍼, 송라이터이다. 2013년 그는 메이저 데뷔 음반인 These Things Happen을 발표하였고, 이 음반은 빌보드 200에서 3위를 기록하였다. 그의 두번째 음반인 When It's Dark Out은 2015년 12월 4일 발매되었다. 세번째 앨범 The Beautiful & Damned는 2017년 12월 15일날 발매되었다.

## 유년 시절
제럴드가 1학년일 때 그의 어머니는 캘리포니아 주립 대학의 미술 교수인 그의 아버지를 떠났다. 그는 그의 조부모와 함께 미국 캘리포니아주 버클리로 떠났다. 후에 그는 오클랜드로 옮겼으나, 제럴드는 버클리에 있는 학교를 계속 다녔다.

## 커리어

### 2008-14: 커리어의 시작
음반 제작자로 활동하면서, 지이지는 뉴올리언스에 있는 Loyola University에서 그곳의 학생인 그의 프로듀서 Christoph Andersson와 함께 수많은 싱글을 제작하였다. 그리고 나서 그는 EastBay, Lil B, Crohn, Catarags와 같은 아티스트과 합류하면서 동부 베이 지역의 새로운 힙합 씬의 일부로 인정 받았다. 그의 초년에, 그는 The Bay Boyz라 불리는 힙합 그룹의 멤버가 되었으며, 공식 마이스페이스 페이지에 여러 곡을 발매했다. 2010년에, 지이지는 잘 알려진 Lil Wayne, Snoop Dogg과 같은 유명 아티스트에게 기회를 얻었을 때 유명받기 시작했다.
지이지의 음반은 이시기엔 만족스런 성공을 거두진 못했다. 2011년 8월, 그는 The Endless Summer를 그의 공식 사이트에 발매하였다. 이 믹스테잎은 많은 곡들이 수록되어 있었는데, 1961년 미국 1위 음악인 Dion DiMucci의 "Runaround Sue"의 최신 버전으로 특히 유명했다. 이 노래는 유튜브를 통해 4백만번 이상의 조회수를 기혹했다. "Runaround Sue (Feat. Devon Baldwin)"의 뮤직비디오는 Tyler Yee가 연출하였다. 믹스테잎으 피쳐링 게스트로 Greg Banks, Erika Flowers, Devon Baldwin 등이 있다. 2011년 11월, 지이지는 Shwayze와 함께 전국 투어를 시작했다. "My Life Is a Party"는 세인츠 로우 3 인게임 라디오에 등장한다.
2012년 6월 16일, 지이지는 모든 미국 주에 매년 열리는 Vans Warped Tour에 참가하였다. 2012년 7월 25일, 후디 앨런과 지이지가 Excellent Adventure Tour에 참여한다고 발표했다. 둘은 피츠버그, 세인트 루이스, 콜럼버스, 디모인, 뉴올리언스, 애틀랜타, 오스틴, 필라델피아를 포함한 미국 전역에서 공연을 펼쳤다. 2012년 9월 26일, 지이지는 그의 첫 전곡 앨범인 Must Be Nice를 발매했다. 완전히 독립된 레이블에서의 앨범은 아이튠즈 힙합 차트에서 3위에 머물렀다. 2013년 6월 9일, 지이지는 2 Chainz와 나란히 Lil Wayne의 "Americans Most Wanted Tour"에 참여했다. 2013년 12월 15일, 지이지와 Master Chen B는 These Things Happen의 "Lotta That"을 뉴욕에서 불렀다. 2014년 2월 15일, 지이지는 MMG의 Rockie Fresh와 KYLE 그리고 Tory Lanez와 함께 "These Things Happen Tour"가 있음을 발표했다. 투어는 2014년 2월부터 4월까지 미국과 캐나다 전역에서 40회간 진행되었다.

### 2014-2016:These Things Happen그리고When It's Dark Out
2014년 6월 23일, 지이지는 그의 데뷔 앨범 "These Things Happen"을 발매했다. 앨범은 미국 빌보드 차트의 Hip-Hop/R&B 와 Top Rap Albums 차트의 상위에 머물렀으며, 또한 빌보드 200과 Top Digital Albums Chart에서 3위를 하였다. 앨범은 2016년 기준으로 265,000부 팔렸다. 2014년 10월 21일, 지이지는 "From the Bay to the Universe" 투어를 발표했고, 곧 매진되었다. 투어는 호주와 뉴질랜드까지 이어졌으며, 이것은 그의 첫번째 국외 헤드라인 투어였다.
2015년 여름동안, 지이지는 Lollapalooza, Electric Forest, Bonnaroo, Outside Lands, Made in America, 그리고 Austin City Limits과 같은 유명한 음악 페스티벌에서 연속으로 메인 스테이지를 가졌다. 그의 음악 커리어의 증가로, 지이지는 또한 패션에 관심이 있음을 2015년 가을에 Rare Panther와 협업을 하면서 발표하였고, New Your Fashion Week에서 CQ Magazine의 4위를 기록하면서 탑 10위에 올랐다. 지이지는 2015년 12월 5일, 2번째 앨범인 "When It's Dark Out"를 발매하였다. 2016년 2월 6일, 지이지는 그의 두번째 월드 투어를 가졌다. 투어는 미국, 유럽, 호주까지 이어졌다. 그의 싱글인 "Me, Myself & I"는 베베 렉사의 피쳐링이며, 빌보드 100에서 7위를 기록하였다.
그는 The Endless Summer tour에선 공동 헤드라이너이자 동료인 Logic과 함께하였으며, YG, Yo Gotti의 서포트로 투어를 6월부터 8월까지 진행하였다. 투어 전에, 그는 그의 새로운 믹스테입인 Endless Summer II를 발표하였으나, 샘플 교환 문제로 인해 테이프를 취소했다. 2016년 5월, 지이지는 브리트니 스피어스의 "Make Me..."를 피쳐링하였으며, 2016년 7월 16일날 싱글이 발매되었고, 브리트니의 "Glory"의 트랙으로 들어갔다.
지이지는 2016 MTV Video Awards와 2016 iHeartRadio Music Festival "Make Me..."와 "Me, Myself & I"를 공연하였다.

### 2017:Step Brothers그리고The Beautiful & Damned
지이지는 2017년 3월 27일 DJ Carnage와 함께 Step Brothers Ep를 발매하였다.
지이지는 "분노의 질주"의 8번째 시리즈인 "분노의 질주: 더 익스트림"의 OST에 포함된 "Good Life"를 켈라니와 피쳐링하여 발매하였다. 그는 또한 딜런 프랜시스의 싱글 "Say Less"에도 참여하였다.
2017년 7월 14일, 지이지는 그의 인스타그램, 트위터를 통해 그의 다음 앨범인 "The Beautiful & Damned"를 2017년 겨울에 발매할 예정이라고 밝혔다. 2017년 8월 2일, "Just Friends", "Nothing Worse", "Wave", "Get a Bag"의 4개의 싱글이 발매되었다. 2017년 9월 7일, A$AP Rocky, Cardi B가 참여한 싱글인 "No Limit"이 발매되었다. 2017년 11월 8일, 공식적으로 "The Beautiful & Damned" 앨범 발매일은 2017년 12월 15일이며, 단편 영화 또한 함께 발표될 예정이다. 그의 웹사이트에서는 현재 앨범 및 굿즈를 예약 판매 중이다. 2017년 11월 9일, 새 앨범의 싱글 "The Plan"의 발매 동시에 뮤직비디오 또한 유튜브에 올라왔다. 2017년 11월 23일, 지이지는 새 앨범의 싱글 "Summer In December"을 발매하였다.

## 음반 목록

### 정규 음반
| 제목                | 상세 정보                                                                         | 차트 최고 순위 | 차트 최고 순위 | 차트 최고 순위 | 차트 최고 순위 | 차트 최고 순위 | 차트 최고 순위 | 차트 최고 순위 | 차트 최고 순위 | 차트 최고 순위 | 판매량          |
| 제목                | 상세 정보                                                                         | US             | US R&B/HH      | US Rap         | AUS            | BEL            | CAN            | NZ             | UK             | UK R&B         | 판매량          |
| ------------------- | --------------------------------------------------------------------------------- | -------------- | -------------- | -------------- | -------------- | -------------- | -------------- | -------------- | -------------- | -------------- | --------------- |
| The Epidemic LP     | - 발매: 2010년 - 레이블: 없음 - 포맷: 디지털 다운로드                             | —              | —              | —              | —              | —              | —              | —              | —              | —              |                 |
| Must Be Nice        | - 발매: 2012년 9월 26일 - 레이블: 없음 - 포맷: CD, 디지털 다운로드                | —              | 33             | —              | —              | —              | —              | —              | —              | —              |                 |
| These Things Happen | - 발매: 2014년 6월 23일 - 레이블: BPG, RVG, RCA - 포맷: CD, 디지털 다운로드, 비닐 | 3              | 1              | 1              | 98             | —              | 15             | —              | 171            | 16             | - 미국: 263,000 |
| When It's Dark Out  | - 발매: 2015년 12월 4일 - 레이블: BPG, RVG, RCA - 포맷: CD, 디지털 다운로드, 비닐 | 5              | 1              | 1              | 36             | 140            | 10             | 34             | —              | 6              | - 미국: 135,000 |

### 믹스테잎
- The Tipping Point (2008)
- Sikkis on the Planet (2009)
- Quarantine (2009)
- Big (2010)
- The Outsider (2011)
- The Endless Summer (2011)
- Must Be Nice (2012)

### EP
- Fresh EP (2008)
- Nose Goes with Swiss Chriss (2011)
- Must Be Twice with Christoph Andersson (2013)

### 싱글

#### 리드 아티스트
| 제목                                                              | 년도 | 최고 차트 순위 | 최고 차트 순위 | 최고 차트 순위 | 음반                |
| 제목                                                              | 년도 | US             | US R&B         | US Rap         | 음반                |
| ----------------------------------------------------------------- | ---- | -------------- | -------------- | -------------- | ------------------- |
| "Lady Killers" (Feat. Hoodie Allen)                               | 2012 | —              | —              | —              | Must Be Nice        |
| "Marilyn" (Feat. Dominique Le Jeune)                              | 2012 | —              | —              | —              | Must Be Nice        |
| "Far Alone" (Feat. Jay Ant & E-40)                                | 2013 | —              | —              | —              | These Things Happen |
| "Almost Famous"                                                   | 2013 | —              | —              | —              | These Things Happen |
| "Tumblr Girls" (Feat. Christopher Andersson)                      | 2014 | —              | —              | —              | These Things Happen |
| "Let's Get Lost" (Feat. Devon Baldwin)                            | 2014 | —              | —              | —              | These Things Happen |
| "I Mean It" (Feat. Remo)                                          | 2014 | 98             | 27             | 18             | These Things Happen |
| "Lotta That" (Feat. A$AP Ferg and Danny Seth)                     | 2014 | 114            | 32             | 21             | These Things Happen |
| "You Got Me"                                                      | 2015 | 117            | 45             | —              | When It's Dark Out  |
| "Me, Myself & I" (with Bebe Rexha)                                | 2015 | 10             | 2              | 1              | When It's Dark Out  |
| "Random"                                                          | 2015 | 94             | 31             | —              | When It's Dark Out  |
| "Order More" (Feat. Starrah)                                      | 2015 | —              | 45             | —              | When It's Dark Out  |
| "Drifting" (Feat. Tory Lanez and Chris Brown)                     | 2015 | 98             | 33             | —              | When It's Dark Out  |
| "Sad Boy"                                                         | 2015 | —              | —              | —              | When It's Dark Out  |
| "—" 표시는 차트 진입에 실패하거나, 그 나라에 발매되지 않는 경우임 |      |                |                |                |                     |

#### 피쳐링 싱글
| 제목                                        | 년도 | 최고 차트 순위 | 최고 차트 순위 | 최고 차트 순위 | 최고 차트 순위 | 음반         |
| 제목                                        | 년도 | US             | AUS            | BEL            | NZ             | 음반         |
| ------------------------------------------- | ---- | -------------- | -------------- | -------------- | -------------- | ------------ |
| "Fuck with U" (Pia Mia featuring G-Eazy)    | 2015 | —              | —              | —              | —              | 논 앨범 싱글 |
| "You Don't Own Me" (Grace featuring G-Eazy) | 2015 | —              | 1              | 45             | 5              | TBA          |
| "Exotic" (Quincy. featuring G-Eazy)         | 2015 | —              | —              | —              | —              | TBA          |

#### 프로모셔널 싱글
| 제목                                          | 년도 | 차트 최고 순위 | 차트 최고 순위 | 음반               |
| 제목                                          | 년도 | US R&B         | US Rap         | 음반               |
| --------------------------------------------- | ---- | -------------- | -------------- | ------------------ |
| "One of Them" (Feat. Big Sean)                | 2015 | 38             | —              | When It's Dark Out |
| "Some Kind of Drug" (featuring Marc E. Bassy) | 2015 | 46             | —              | When It's Dark Out |

## 수상 및 노미네이션
| 년도 | 대회                | 부문                            | 노미네이션 작품    | 결과 | 인용   |
| ---- | ------------------- | ------------------------------- | ------------------ | ---- | ------ |
| 2009 | MtvU 어워드         | 베스트 뮤직 인 캠퍼스           |                    | 후보 |        |
| 2011 | 베스트 오브 더 비트 | 베스트 랩/힙합 아티스트         |                    | 후보 | [ 36 ] |
| 2011 | 베스트 오브 더 비트 | 베스트 랩/힙합 앨범 or 믹스테잎 | The Endless Summer | 후보 | [ 36 ] |
| 2011 | 베스트 오브 더 비트 | 베스트 뮤직비디오               | Runaround Sue      | 후보 | [ 36 ] |
| 2011 | 베스트 오브 더 부스 | 브레이킹 스루 2012              |                    | 후보 | [ 37 ] |